# The Man in the Brown Suit

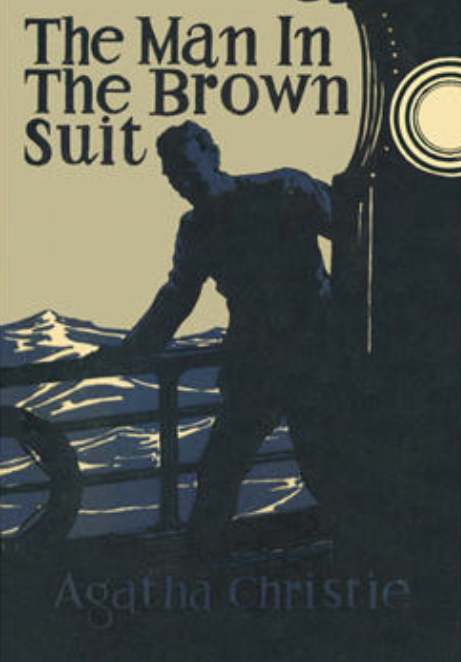
Capa da primeira edição.

The Man in the Brown Suit (O Homem do Terno Marrom, no Brasil / O Homem do Fato Castanho, em Portugal) é um romance policial de Agatha Christie, publicado em 1924. Sua primeira publicação no Brasil foi feita em 1926, traduzida por Maria Antonietta Brand Corrêa (1891-1935)

## Enredo
A jovem e bela Anne Beddingfeld fica órfã após a morte de seu pai, um arqueólogo. Ao retornar de uma entrevista de emprego mal sucedida em Londres, na estação de trem Hyde Park Corner, testemunha um sujeito se desequilibrar e cair nos trilhos, morrendo eletrocutado. O veredito da Scotland Yard é de morte acidental. Mas Anne não está convencida. Afinal, quem era o homem do terno marrom que ela viu examinando o corpo, fingindo ser um médico? E por que ele saiu correndo, deixando atrás de si um papel com uma mensagem enigmática: "17.1 22 Kilmorden Castle"? 
Para descobrir essa e outras respostas, Anne se envolve na maior aventura de sua vida, se tornando alvo de cruéis criminosos, liderados pelo perigoso "Coronel". 